# Gagaré
Gagaré est une localité située dans le département de Comin-Yanga de la province du Koulpélogo dans la région Centre-Est au Burkina Faso.

## Démographie
| 2003  | 2006  | 2012  |
| ----- | ----- | ----- |
| 1 672 | 1 605 | 2 184 |

## Santé et éducation
Le centre de soins le plus proche de Gagaré est le centre de santé et de promotion sociale (CSPS) de Comin-Yanga tandis que le centre médical avec antenne chirurgicale (CMA) se trouve à Ouargaye.
Le village possède une école primaire publique.